# Alice Bridges
Alice W. Bridges (gift Roche 19. juli 1916 i Uxbridge i Massachusetts – 5. maj 2011) var en amerikansk svømmer som deltog i de olympiske lege 1936 i Berlin.
Bridges vandt en bronzemedalje i svømning under Sommer-OL 1936 i Berlin. Hun kom på en tredjeplads i finalen i 100 meter rygcrawl for kvinder, efter Nida Senff og Rie Mastenbroek begge fra Nederlandene.